# Opfertshofen
Opfertshofen es una localidad y antigua comuna suiza del cantón de Schaffhausen, parte de la comuna de Thayngen. Limita al norte con la comuna de Altdorf, al este con Hofen y Bibern, al sureste con Lohn, al suroeste con Büttenhardt, y al oeste con Tengen (GER-BW).
La antigua comuna fue absorbida por la comuna de Thayngen al igual que las antiguas comunas de Altdorf, Bibern y Hofen, tras la votación del 17 de agosto de 2008 fecha en la que fue aceptada la fusión. En Opfertshofen de 71 votos válidos, representando una participación del 82%, 52 votos fueron a favor de la fusión, mientras que 19 estuvieron en contra. La fusión es efectiva a partir del 1 de enero de 2009.